# Boris Brusiłow
Boris Nikołajewicz Brusiłow, ros. Борис Николаевич Брусилов (ur. 7 sierpnia 1861, zm. 5 września 1936 w Telechanach) – rosyjski wojskowy, a następnie urzędnik państwowy (generał major), emigrant.
W 1879 ukończył gimnazjum wojskowe w Sankt Petersburgu, zaś w 1881 r. Nikołajewską Szkołę Kawalerii. Służył w stopniu chorążego, a następnie podporucznika w Kaukaskiej Grenadierskiej Brygadzie Artylerii. W 1885 został awansowany na porucznika. W 1890 objął obowiązki starszego zastępcy kierownika kancelarii naczelnika obwodu terskiego i atamana nakaźnego Terskiego Wojska Kozackiego. W 1892 został tam urzędnikiem do spraw specjalnych. Mianowano go sztabskapitanem. Od 1895 był młodszym zastępcą naczelnika okręgu chasaw-jurtowskiego obwodu terskiego. Następnie pełnił funkcję zastępcy naczelnika okręgu kazykumuchskiego obwodu dagestańskiego. W 1896 został kapitanem. Od 1898 kierował okręgiem suchumskim, od 1906 w stopniu pułkownika okręgiem kiurinskim, a następnie w stopniu generała majora okręgiem awarskim obwodu dagestańskiego. W 1914 r. został cenzorem wojskowym piotrogradzkiej wojskowej komisji cenzury. W 1919 został aresztowany przez Czeka, ale wkrótce wyszedł na wolność. Wyemigrował do Polski.